# Eduardo Rivail Ribeiro
Eduardo Rivail Ribeiro é um linguista antropológico brasileiro conhecido por seu trabalho na língua Karajá e nas línguas Jê.

## Educação e carreira
Ribeiro obteve seu bacharelado em Jornalismo pela Universidade Federal de Goiás em 1992, seu mestrado em Letras e Linguística pela Universidade Federal de Goiás em 1996 e seu doutorado em Linguística pela Universidade de Chicago em 2012.
Ribeiro foi professor visitante na Universidade Federal do Pará em 2012-2013 e pesquisador das línguas Aikanã e Kwazá de Rondônia em projeto coordenado pelo linguista holandês Hein van der Voort.
Ribeiro também é criador e administrador da Biblioteca Digital Curt Nimuendajú.

## Publicações selecionadas
Obras selecionadas de Eduardo Rivail Ribeiro:
- RIBEIRO, E. R. Empréstimos Tupí-Guaraní em Karajá. Revisa do Museu Antropológico, Goiânia, v. 5–6, n. 1, p. 75–100, jan./dez. 2001/2002.
- RIBEIRO, E. R. O marcador de posse alienável em Karirí: um morfema Macro-Jê revisitado. LIAMES, Campinas, v. 2, p. 29–46, primavera 2002.
- RIBEIRO, E. R. Prefixos relacionais em Jê e Karajá: um estudo histórico-comparativo. LIAMES, Campinas, v. 4, p. 91–101, primavera 2004.
- RIBEIRO, E. R. Ofayé, língua Macro-Jê: evidências adicionais. Comunicação apresentada nos Colóquios Lingüísticos do Museu Antropológico. Goiânia: Museu Antropológico da Universidade Federal de Goiás, 2005.
- RIBEIRO, E. R. Subordinate clauses in Karajá. Boletim do Museu Paraense Emílio Goeldi. Ciências Humanas, Belém, v. 1, n. 1, p. 17–47, jan./abr. 2006.
- RIBEIRO, E. R. Tapuya connections: language contact in eastern Brazil. LIAMES, Campinas, v. 9, p. 61–76, primavera 2009.
- RIBEIRO, E. R. Prefixos relacionais como evidência histórico-comparativa: os casos Chiquitano e Jabutí. In: CABRAL, A. S. A. C.; RODRIGUES, A. D.; LOPES, J. D.; JULIÃO, M. R. S. (Orgs.). Línguas e Culturas Tupí, v. 3, Línguas e culturas Macro-Jê, v. 2. Campinas: Curt Nimuendajú; Brasília: Laboratório de Línguas Indígenas, 2011, p. 105–120.
- RIBEIRO, E. R. Final consonants in Maxakalí and their comparative status. LIAMES, v. 12, p. 189–193, 2012a.
- RIBEIRO, E. R. A grammar of Karajá. 2012. 292 f. Tese (Doutorado em Linguística) – Department of Linguistics, The University of Chicago. 2012b.
- RIBEIRO, E. R.; VOORT, H. van der. Nimuendajú was right: The inclusion of the Jabutí language family in the Macro-Jê stock. International Journal of American Linguistics, Chicago, v. 76, n. 4, p. 517–570, out. 2010.